# Parafia św. Michała Archanioła w Zubowicach
Parafia św. Michała Archanioła w Zubowicach – parafia rzymskokatolicka znajdująca się w dekanacie Tyszowce, w diecezji zamojsko-lubaczowskiej. 
Parafia erygowana została 1 maja 1939 roku dekretem biskupa lubelskiego, Mariana Fulmana. 
Do parafii należą wierni z następujących miejscowości: Niedźwiedzia Góra, Tuczapy, Zubowice, Zubowice-Kolonia.
Liczba parafian: 550.